# Lāčplēsis
Lāčplēsis es un héroe de la mitología letona. Según la leyenda, es el hijo humano de una osa de la que hereda su fuerza descomunal y también sus orejas de oso. Tenía tanta fuerza que en su infancia luchó con todos los osos de los alrededores con las manos desnudas y los rasgó en partes. De ahí proviene su nombre Lāčplēsis: 'el que rasga osos' (del sustantivo lāči 'osos' y del verbo plēst 'rasgar'). Al crecer y hacerse más sabio, Lāčplēsis se convirtió en un gran héroe. Simboliza el defensor del pueblo letón, siempre dispuesto a luchar contra cualquier enemigo u opresor de su pueblo.
En la cultura letona Lāčplēsis es una figura muy importante. Cada 11 de noviembre se celebra en Letonia el Día de Lāčplēsis, en el que se conmemora a los héroes de la batalla de la liberación de Riga que tuvo lugar el mismo día de 1919.
El principal poema épico letón Lāčplēsis (1888), escrita por Andrejs Pumpurs, está basada en la leyenda sobre dicho héroe. Se han inspirado en el mismo motivo otros autores letones, como Rainis en su drama teatral Uguns un nakts (El fuego y la noche, 1907), así como Zigmars Liepiņš y Māra Zālīte en su ópera rock Lāčplēsis (1986/1987).
- Datos: Q1355709
- Multimedia: Lāčplēsis / Q1355709